# شهرستان برنو-ونکوو
ناحیهٔ برنو-تسوونتری (به لاتین: Brno-Country District) یک ناحیه در جمهوری چک است که در منطقه موراویای جنوبی واقع شده‌است. ناحیهٔ برنو-تسوونتری ۱٬۴۹۸٫۹۵ کیلومتر مربع مساحت و ۱۸۹٬۲۲۳ نفر جمعیت دارد.